# Negurile (roman)
Negurile (1983) (titlu original The Mists of Avalon) este un roman de Marion Zimmer Bradley, în care se povestește legenda regelui Arthur din perspectiva personajelor feminine. Cartea urmărește viața Morgainei (cunoscută ca Morgan le Fay în alte opere), o preoteasă care luptă să salveze cultura matriarhală celtică într-o țară în care creștinismul patriarhal amenință să distrugă stilul de viață pagân. Narațiunea se concentrează asupra vieților lui Gwenhwyfar, Viviane, Morgause, Igraine și a altor femei marginalizate în diferitele versiuni ale legendei arturiene, în timp ce regele Arthur și Cavalerii Mesei Rotunde sunt doar personaje secundare.
Cartea Negurile contrazice flagrant majoritatea celorlalte ficțiuni pe tema poveștii arturiene, în care Morgan le Fay este prezentată ca o vrăjitoare distantă, unidimensională, al cărei antagonism cu Masa Rotundă nu este explicat aproape deloc. În cazul de față, Morgaine apare ca o femeie înzestrată cu talente și responsabilități unice într-o vreme a marilor schimbări politice și spirituale, care este chemată să apere moștenirea matriarhală indigenă în fața sorții potrivnice. Negurile este un reper în ceea ce privește interpretarea feministă a miturilor androcentriste, demonstrând experiența femeilor într-o vreme a marilor schimbări în filozofia puterii sexelor. Bătăliile clasice, misiunile și intrigile din timpul domniei Regelui Arthur apar ca elemente secundare în viețile femeilor.
Romanul a fost un best-seller la data publicării, rămânând extrem de popular până în prezent. Ulterior, Bradley și Diana L. Paxson au extins cartea la dimensiunea unei serii, intitulată Avalon.

## Intriga
Negurile urmărește prin ochii unei generații legenda arturiană, aducând-o înapoi la originile sale celtice. Protagonista romanului este Morgaine, care asistă la ascensiunea lui Uther Pendragon la tronul Camelotului. De mic copil, ea este dusă pe Insula Sfântă a Avalonului de Marea Preoteasă Viviane, mătușa ei pe linie maternă, pentru a deveni preoteasă a Zeiței Mamă, asistând la creșterea tensiunilor dintre vechiul păgânism și noua religie creștină. În adolescență, ea este oferită unui tânăr în timpul unui ritual al fertilității, tânăr despre care va afla mai târziu că era chiar fratele ei, Arthur. Morgaine va da naștere copilului lor, fără știrea lui Arthur, copil pe care îl va numi Gwydion și care va ajunge cunoscut sub numele de Mordred.
După moartea lui Uther, Arthur se urcă pe tron. Morgaine și Viviane îi înmânează sabia magică Excalibur și, cu ajutorul forțelor combinate ale Avalonului și Camelotului, Arthur respinge armata invadatoare a saxonilor. Soția lui, Gwenhwyfar, este incapabilă să dea naștere unui moștenitor, ceea ce ea o va considera o pedeapsă divină cauzată în primul rând de prezența elementelor păgâne (vizând-o pe Morgaine) și, în al doilea rând, de iubirea interzisă pentru cel mai bun cavaler al lui Arthur Lancelet. Ea se transformă într-o fanatică religioasă, iar relațiile dintre Avalon și Camelot (și, implicit, cele dintre ea și Morgaine) devin tot mai tensionate.
Când cavalerii Mesei Rotunde pornesc în căutarea Sfântului Grail, Mordred încearcă să uzurpe tronul. Armatele lui Arthur și Mordred se înfruntă într-o bătălie epică, în urma căreia Avalon și Arthur vor fi înlăturați prin magie din cercurile lumii. Singură Morgaine rămâne să povestească istoria Camelotului.

### Împărțirea cărții
- Prolog - Așa grăiește Morgaine...
- Cartea întâi - Stăpâna farmecelor
- Cartea a doua - Marea regină
- Cartea a treia - Regele cerb
- Cartea a patra - Prizonierul din stejar
- Vorbește Morgaine...
- Epilog

## Personaje
- Morgaine - narator, protagonist. Personajul ei are capacitatea clarviziunii (un dar al Zeiței) și al transfigurării. Portretizată ca personaj tragic, Morgaine este sfâșiată între loialitatea față de Avalon și dragostea neîmplinită pentru Lancelet, deși are parte de alți iubiți în carte, printre care se numără Arthur, Kevin și Accolon. Se consideră deseori o victimă a sorții, neavând posibilitatea alegerii în deciziile pe care trebuie să le ia în viață. Este nevoită să asiste la decăderea vechii căi a Avalonului, dar reușește în cele din urmă să se împace cu anumite aspecte ale creștinismului, înțelegând că nu a luptat cu religia în sine, ci cu vederile înguste ale unora dintre preoții ei. Ea își dă seama că amintirea unora dintre vechile credințe ale Britaniei vor supraviețui, Zeița pe care o venera nefiind sortită pieirii odată cu înstăpânirea creștinismului: ea doar a luat o altă formă, sub chipul Fecioarei Maria.

- Uther Pendragon este ambițiosul nepot și războinic al decedatului Mare Rege Ambrosius, care se îndrăgostește de Igraine. După ce aliatul său, Gorlois, îl trădează din motive de gelozie, îl ucide și devine Mare Rege al Britaniei. Este tatăl lui Arthur și moare în timpul adolescenței acestuia.

- Igraine este, pe rând, soția lui Gorlois și a lui Uther, fiind sora mai tânără a Vivianei (pe linie maternă) și mama lui Morgaine și Arthur. Igraine este dusă în Avalon și se mărită la vârsta de cincisprezece ani cu Ducele Gorlois de Cornwall, o căsnicie în care este nefericită. Destinul pe care i-l trasează Viviane și Taliesin este de a-și trăda soțul, a-l seduce pe Uther și a da naștere salvatorului Insulei Britaniei (fiul lor, Arthur). La început ea se răzvrătește împotriva acestei căi de urmat, dar se îndrăgostește ulterior de Uther și îl ajută să-și înfrângă dușmanii, deși vina față de Gorlois o chinuie până la sfârșitul vieții. Igraine o adoră pe Morgaine până la apariția lui Uther în viața ei, dar după căsătoria cu acesta și nașterea lui Arthur ajunge să o ignore.

- Gorlois este soțul Igrainei și tatăl Morgainei. Din cauză că Igraine era extrem de tânără la data consumării mariajului lor, relația lor este dificilă, deși Gorlois face tot ce îi stă în putere pentru ca ea să se simtă bine, făcându-i multe daruri și lăsând-o să-și păstreze fiica, pe Morgaine. Igarine nu își dă seama de dragostea lui decât prea târziu. Când Gorlois începe să o suspecteze că îl înșală cu Uther se întoarce împotriva ei și rupe înțelegerea cu acesta. În cele din urmă, Uther îl ucide pentru trădare.

- Regele Arthur este fiul lui Igraine și Uther și fratele mai mic al lui Morgaine pe linie maternă. Este descris ca un rege puternic, care acceptă o căsătorie aranjată cu Gwenhwyfar. Compasiunea pentru soția sa suferindă - sfâșiată de incapacitatea de a avea copii și de dragostea pentru Lancelet - îi va aduce în cele din urmă pieirea. Deși știe de aventura dintre Gwenhwyfar și Lancelet și despre cât de mult suferă aceștia pentru că îl trădează, preferă să o ignore, deoarece îi iubește foarte mult pe amândoi și nu vrea să-i facă și mai nefericiți. Se sugerează că, deși o iubește pe Gwenhwyfar, este îndrăgostit în secret de Morgaine.

- Gwenhwyfar este frumosa și nefericita soție a lui Arthur. Tatăl ei, un om cu inimă de piatră, îi creează complexe de inferioritate și îi declanșează agorafobia. Incapabilă de a aduce pe lume un moștenitor și incapabilă de a trăi alături de iubirea vieții ei, Lancelet, cade într-o depresie profundă din care speră să se salveze devenind o creștină fanatică. Gwenhwyfar și Morgaine sunt descrise ca personaje antagonice.

- Lancelet este Primul Cavaler al lui Arthur, fiul lui Viviane (cu Ban de Benwick), vărul și prima iubire a lui Morgaine. Este un războinic frumos și extrem de talentat, dar a rămas cu un sentiment de teamă față de mama sa. El și Gwenhwyfar se îndrăgostesc nebunește unul de celălalt, dar nu au curajul să fugă împreună. Îl iubește și pe vărul său, Arthur, de care este de asemenea îndrăgostit, bisexualitatea sa provocându-i mari conflicte interioare.

- Mordred, cunoscut și ca Gwydion, este fiul ilegitim al Morgainei și a Regelui Arthur. Este un intrigant viclean și fără scrupule, dar - în contrast cu versiunile clasice - motivațiile sale sunt de înțeles. Tatăl său, Arthur, îi apare ca fiind corupt și decadent și e convis că, îndepărtându-l, va salva Camelotul, acest fel de a gândi fiind o consecință a educației primite în copilărie de la vicleana și distanta Morgause. Mordred crede că este un pion al sorții, fără liber arbitru în alegerea drumului în viață. Deși admiră unele calități ale tatălui său, rămâne fidel ideii de al detrona.

- Morgause este mătușa lui Morgaine și sora mai mică a Vivianei și Igrainei. Mama ei moare la naștere și, deoarece Viviane născuse și ea în același an un copil care murise, aceasta se va ocupa de creșterea ei. Este descrisă ca o persoană înfumurată și vicleană și, în contrast cu sororile ei, își urmează doar propriul interes și nu simte remușcări pentru adulterurile regulate, plănuind să-i folosească pe Morgaine și Mordred pentru a ajunge la putere.

- Patricius, devenit Sf. Patriciu, este cel mai puternic preot creștin din Camelot, fiind cel care a îndepărtat "șerpii" (druizii) din Irlanda. Este descris într-o lumină negativă, ca un fundamentalist religios misogin și nemilos.

- Elaine este verișoara lui Gwenhwyfar și cea care va deveni soția lui Lancelet. Ea seamănă mult cu Gwenhwyfar din punct de vedere fizic (dar nu și la fire), ceea ce îi va fi de folos în planul pe care și-l face de a se căsători cu Lancelet. Morgaine acceptă ca Lancelet să devină soțul ei, cu condiția ca prima lor fiică să fie dată Avalonului. Cuplul are trei copii: Galahad, Nimue și Gwenhwyfar (numită după regină).

- Viviane este - în cea mai mare parte a romanului - Marea Preoteasă a Avalonului. Este descrisă ca un lider politic și religios puternic, punctul ei slab fiind tendința de a-i folosi pe alții în incercarea de a salva Avalonul, fără să-i pese de suferințele pe care le poate provoca. Deoarece contactul familiei cu ea este redus, aceasta nu o înțelege nici pe ea, nici necesitatea păstrării vii în inimile tuturor a Camelotului, Avalonului și a preoteselor acestuia. Viviane este ucisă de fratele vitreg al fiului ei, Balan, Balin.

- Taliesin (Merlin al Britaniei) este bătrânul Arhidruid și harpist al Avalonului. În această versiune a legendei arthuriene, "Merlin" nu este nu nume propriu, ci un titlu. Este respectat atât de creștini, cât și de păgâni, ca fiind un bătrân bun și înțelept. Este tatăl lui Igraine, Morgause și Niniane. Sănătatea sa mentakă se deteriorează pe parcursul narațiunii.

- Kevin (Merlin al Britainiei) îi ia locul lui Taliesin după ce acesta moare. Este un cocoșat desfigurat oribil de un incendiu din copilărie, dar dotat cu o voce angelică. Devine, pe rând, iubitul și cel mai mare dușman al Morgainei, trădând Avalonul din cauză că vede sfârșitul păgânismului. Într-o ultimă tentativă de a uni creștinismul cu Avalonul, astfel ca acesta din urmă să supraviețuiască, aduce în Camelot Sfântul Graal. Acest gest atrage pedeapsa Morgainei, care o determină întâi pe Nimue să-l seducă și să i-l aducă pentru a-l tortura până la moarte. Înainte de a începe tortura, Morgaine dă dovadă de clemență și îl ucide direct, moment în care un mănunchi de fulgere face scrum Stejarul Sfânt din Avalon. În acel moment, Morgaine înțelege că Avalonul este condamnat la pieire.

- Raven este o preoteasă din Avalon care face un legământ al tăcerii pe întreaga durată a vieții. Ea se sacrifică pentru a o ajuta pe Morgaine să salveze Sfântul Graal de Patricius.

- Accolon este un cavaler loial Avalonului, al doilea fiu al lui Uriens și iubitul lui Morgaine. Ea îi cere să-l ucidă pe Regele Arthur pentru a restabili puterea Avalonului, dar este ucis de acesta în luptă. Când implicarea ei devine evidentă în complot, Morgaine cade în disgrație.

- Avalloch este fiul mai mare al lui Uriens, care vrea să conducă nordul Țării Galilor ca rege creștin, deși nu respectă în mod deosebit preceptele acestei religii. După ce află de relația dintre Morgaine și Accolon, o amenință pe aceasta că va face totul public dacă nu se culcă și cu el. Morgaine îl ucide pentru a-și apăra reputația, dar și pentru a-l pune pe Accolon în poziția care îi permite să moștenească tronul de la Uriens.

- Uwaine este cel mai mic fiu al lui Uriens și un cavaler loial lui Arthur. El o consideră pe Morgaine mama lui.

- Nimue este frumoasa fiică a Elainei și a lui Lancelet. Ca nepoată a Vivianei, este menită să devină Doamnă a Lacului după moartea Morgainei. În Avalon, ea este ținută izolată, iar Morgaine o vede ca fiind arma supremă împotriva Camelotului. Nimue îl seduce pe Kevin pentru a-l putea răpi, dar se îndrăgostește de el și se sinucide după ce îl trădează.

- Niniane este fiica lui Taliesin și sora vitregă a Igrainei și Morgausei. Este preoteasă în Avalon și acceptă cu greu să devină Doamnă a Lacului după ce Viviane este ucisă, iar Morgaine refuză să-i ia locul. Niniane nu este la fel de puternică și de abilă politic ca Morgaine sau Viviane și este conștientă de viața sa scurtă ca Doamnă a Lacului. Devine iubita lui Mordred, dar când află despre planurile acestuia de a-l trăda pe Arthur se întoarce împotriva lui, fapt ce îl determină pe acesta să o ucidă într-o criză de furie.

- Gawaine este fiul lui Lot și Morgause și unul dintre cei mai buni cavaleri ai Mesei Rotunde. Este blând, bun la suflet și devotat lui Arthur.

- Gareth este alt fiu al Morgausei și cavaler al Mesei Rotunde. Seamănă cu Gawaine atât fizic, cât și ca fire, dar este mai puțin viteaz în luptă ca acesta. Idolul său din copilărie este Lancelet, dar acesta îl va ucide din greșeală.

- Galahad este fiul lui Lancelet și al Elainei, fiind moștenitorul tronului lui Arthur. Mordred prezice că Galahad nu va trăi să-și vadă propria încoronare, predicție care se dovedește adevărată, deoarece Galahad moare în căutarea Sfântului Graal.

## Bradley despre roman
„Cam pe vremea când am început lucrul la povestea despre Morgan le Fay care avea să devină ulterior Negurile, o căutare religioasă îndelungată m-a determinat să accept hirotonirea ca preoteasă într-una dintre bisericile catolice gnostice. De la publicarea romanului, multe femei mi-au cerut părerea în legătură cu acest lucru, simțind conștientizarea Zeiței ca pe o îmbogățire a experienței lor religioase și întrebându-mă dacă acest fapt poate fi armonizat cu creștinismul. Eu sunt convinsă nu numai că acest lucru e posibil, ci că este chiar necesar... Ca atare, când femeile moderne insistă să vorbească despre Zeiță și nu despre [Dumne]Zeu, pur și simplu resping imaginea bătrânului cu barbă albă care i-a îndemnat pe evrei să comită genocid asupra filistenilor, le-a cerut să-l slăvească zilnic și să-i mulțumească pentru că nu i-a făcut femei... Și mai cred că, într-o mică măsură, cartea și-a dorit să exprime dezaprobarea mea față de modul în care religia a devenit o unealtă politică. (Problema lui Malory ... că Dumnezeu s-ar putea să nu fie de partea dreaptă, dar că religia organizată se dovedește a fi mereu de partea celor cu arme mai puternice.) ... Cred că mișcarea neopăgână oferă o alternativă viabilă tuturor și în special femeilor care s-au săturat de abuzurile religiei organizate iudeo-creștine.”

## Primire
Romanul Negurile este apreciat ca una dintre cele mai originale repovestiri ale familiarei legende arturiene. Bradley a primit multe laude pentru potretizarea convingătoare a personajelor principale, tratarea respectuoasă a căilor păgâne ale Avalonului și narațiunea în care nu există alb și negru, bun și rău, ci doar o serie de adevăruri. Isaac Asimov l-a numit "cea mai bună repovestire a epopeii arturiene pe care am citit-o vreodată", în timp ce Jean Auel a declarat: "Mi-a plăcut atât de mult această carte, încât i-am cumpărat-o unui prieten și am povestit multor oameni despre ea." Enciclopedia Science Fiction-ului numește cartea "o revizuire convingătoare a ciclului arturian" și consideră că victoria creștinismului asupra "păgânismului sămnătos dar muribund" din Avalon "deschide calea pentru secole de represalii împtriva femeilor și a principiilor vitale pe care le susțin acestea". În 1984, cartea a câștigat premiul Locus la secțiunea Cel mai bun roman fantasy și a stat patru săptămâni în lista de bestsellere cartonate a celor de la New York Times. Ediția broșată a cărții s-a clasat în primele cinci bestsellere Locus timp de aproape patru ani.

## Adaptare pentru televiziune
În 2001, regizorul Uli Edel a adaptat pentru televiziune romanul Negurile, în serialul The Mist of Avalon realizat pentru TNT.

## Seria Avalon
Împreună cu Diana L. Paxson, Bradley a dezvoltat ulterior cartea într-o serie care cuprinde The Fall of Atlantis, Străbunii Avalonului, Sword of Avalon, Ravens of Avalon, Sanctuarul, Doamna din Avalon și Preoteasa din Avalon. The Spirituality of Avalon a lui J.S. Morgane comentează pe marginea aspectelor religioase prezentate în seria Avalon și oferă o înțelegere modernă a spiritualității și a construcției sale în ficțiunea fantastică epică.

## Vezi și
- 1983 în științifico-fantastic]]